# Wanfried
Wanfried è un comune tedesco di 4 227 abitanti situato nel land dell'Assia.